# Pterella eleonorae
Pterella eleonorae är en tvåvingeart som först beskrevs av Gustavo Venturi 1957.  Pterella eleonorae ingår i släktet Pterella och familjen köttflugor.
Artens utbredningsområde är Italien. Inga underarter finns listade i Catalogue of Life.